# Reichstaler
Il Reichstaler (o Reichsthaler, letteralmente "tallero dell'impero") fu un tallero standard del Sacro Romano Impero, fissato nel 1566 dalla convenzione di Lipsia. È anche il nome di un'unità di conto della Germania settentrionale e di una moneta d'argento emessa dalla Prussia.
Sin dalle sue origini, il tallero tedesco venne fissato come valore in argento corrispondente a quello di una moneta del tipo fiorino d'oro. I primi esemplari di talleri in area tedesca vennero coniati in Tirolo nel 1486. A partire dal Cinquecento, tale moneta iniziò a diffondersi gradualmente in tutta la Germania e poi anche in tutta Europa. Il tallero, in Germania, divenne noto col nome di Reichstaler e fu il primo tentativo da parte del Sacro Romano Impero di creare una monetazione la più uniforme possibile entro i confini dell'impero stesso, facilitando così gli scambi interni ed esterni dal momento che esso, pur con le dovute oscillazioni dei periodi, si attestava attorno ai 27 g circa a moneta di puro argento.
In Germania, il tallero rimase la principale moneta di scambio in argento sino all'introduzione del marco nella seconda metà del XIX secolo.

## I precursori delReichstalerin area tedesca

### IlGuldinertirolese ed ilJoachimstaler

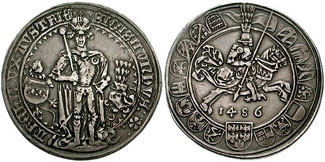
Un guldiner dell'arciduca Sigismondo del Tirolo

Il Guldiner tirolese coniato dal 1486, chiamato anche Großer, Groschen o Großer Pfennig, fu il primo esemplare di tallero coniato in area tedesca quando il Tirolo, giovandosi dei propri ricchi depositi d'argento recentemente scoperti, ebbe l'idea di coniare una moneta d'argento che avesse il valore rapportabile al fiorino. Fiorini in oro (soprattutto quelli fiorentini) si erano diffusi dal Italia centro-settentrionale come popolare metodo di pagamento in denaro per somme elevate già nel tardo medioevo. Con un rapporto tra oro e argento di 11,58: 1, il Guldiner tirolese aveva un peso di 29,9 g d'argento ed un titolo di 937,5 ‰ che però avrebbe richiesto un peso della moneta attorno ai 32 grammi. A tutti gli effetti, il peso di queste monete oscillava tra i 27,17 g ed i 32,02 g. Monete d'argento così grandi rappresentavano una novità per l'epoca.
Poiché la moneta doveva corrispondere al valore di un fiorino, essa venne genericamente chiamata anche fiorino e di conseguenza il nome guldiner o gulden venne adottato in lingua tedesca per riferirsi al "fiorino d'argento". Il guldiner venne diviso in 60 kreutzer.
In contemporanea, nell'area sassone iniziò a diffondersi il Joachimstaler.

## IlReichsthaler

### La nascita delReichstaler

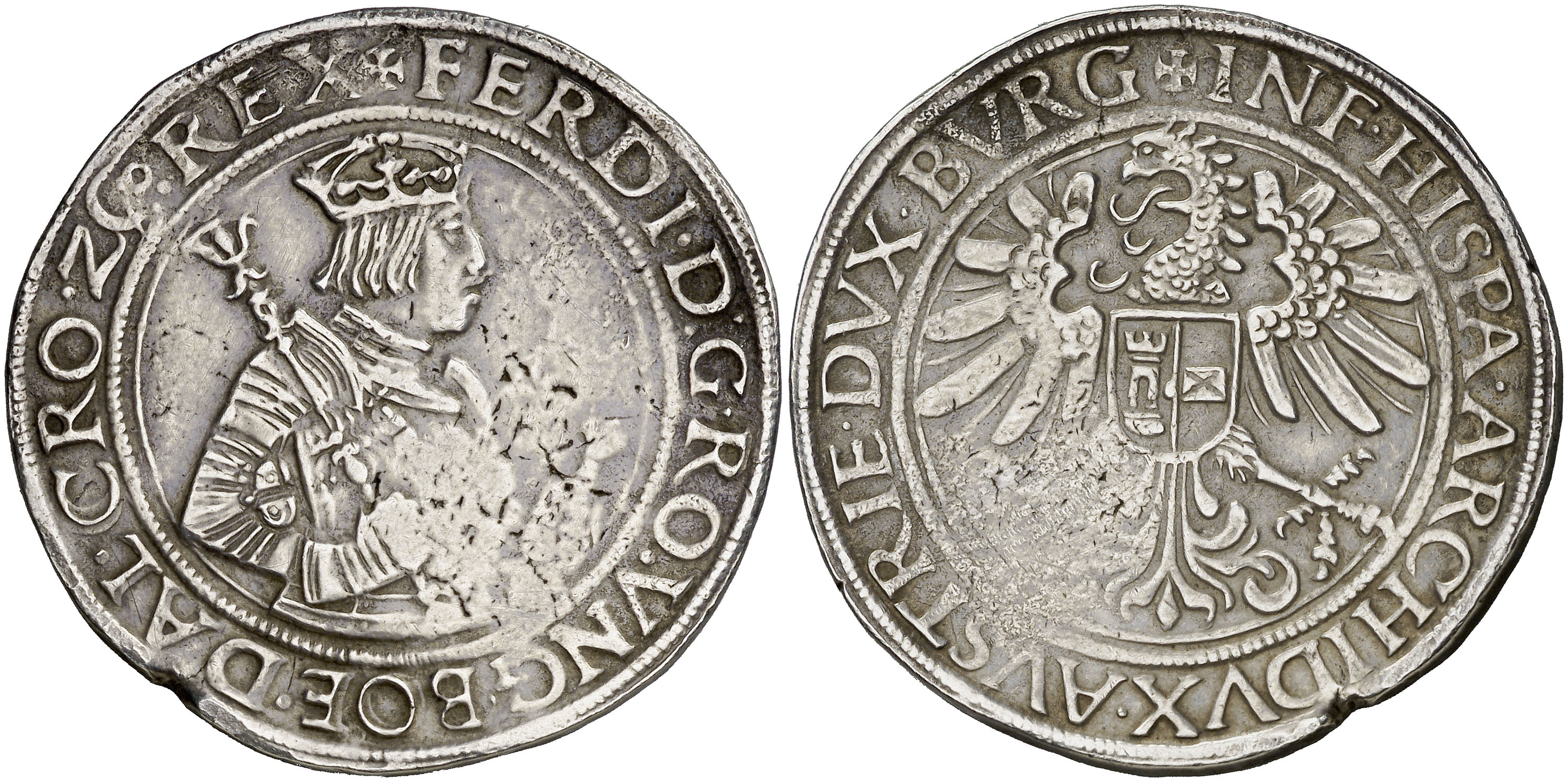
Un tallero di Ferdinando I del Sacro Romano Impero.

Il modello del tallero tirolese era divenuto particolarmente pratico negli scambi commerciali più comuni anche in tutto il territorio della Germania e di conseguenza l'imperatore Carlo V aveva tentato di riformare le coniazioni con la possibilità di creare una moneta il più possibile "unica" per tutto il territorio dell'impero, così da facilitare gli scambi ed evitare burocrazie e cambi svantaggiosi tra territorio e territorio. Tutte le riforme da lui approntate nel 1524 e nel 1551, ad ogni modo, si rivelarono fallimentari perché i vari stati si rifiutarono sempre di rispettare le norme imposte sino all'accordo raggiunto col suo successore, Ferdinando I.
Alla dieta di Augusta del 1566 venne infatti deciso di assumere una nuova moneta, chiamata Reichstaler ("tallero dell'impero") quale nuova moneta imperiale, ma il contenuto d'argento della lega monetaria venne in qualche modo ridotto rispetto alle precedenti emissioni di monete simili. Il titolo infatti scese a 888,89 ‰. La convenzione di Lipsia fissò il Reichsthaler come una moneta contenente 1/9 di marco di Colonia come peso di argento fino. Il Reichstaler aveva quindi un peso calcolato medio di 25.984 g. Il Reichstaler ebbe da subito un'ampia diffusione in tutto il territorio del Sacro Romano Impero e venne coniato in grandi quantità data anche l'ampia disponibilità della materia prima di cui era costituito, l'argento; in particolare la Germania settentrionale prese a modello il guldiner tirolese a partire dal 1559. 
I vari Stati tedeschi che facevano parte dell'Impero emisero dei Reichsthaler parallelamente alle loro monete divisionali, armonizzandolo con queste ultime a prescindere dal tipo di moneta divisionale utilizzata.
Il grave problema che si protrasse per tutta la storia dei talleri tedeschi fino al XIX secolo fu il costante deterioramento delle monete. Esperti "tosatori" di monete, infatti, limavano ripetutamente i talleri esistenti in circolazione per propri fini, riducendo così sensibilmente il contenuto di metallo prezioso presente nelle monete in circolazione, le quali non corrispondevano più quindi al valore effettivo della moneta nominale. In un momento storico in cui il contenuto di metallo prezioso di una moneta era decisivo per il suo valore effettivo, ciò significava una costante deterioramento delle monete, soprattutto di quelle in argento più piccole come kreutzer e schilling. Inizialmente il Reichstaler venne stabilito in valore per 68 kreutzer, che ad ogni modo crebbero poco dopo a 72. I contemporanei si lamentavano continuamente di un fenomeno che divenne noto come "crescita del tallero".

### IlReichstalertra XVII e XVIII secolo

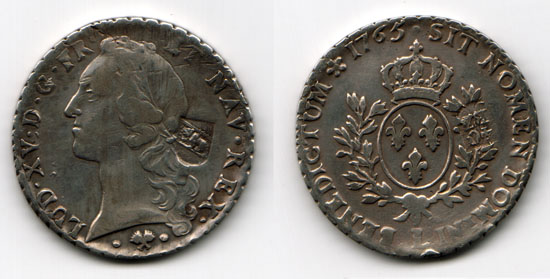
Uno scudo d'argento di Luigi XV di Francia con una contromarca imperiale sul diritto. Questo tipo di monete furono il segno distintivo più tangibile della crisi monetaria dell'argento che toccò l'intero Sacro Romano Impero tra XVII e XVIII secolo

Quando la produzione d'argento delle miniere nel Sacro Romano Impero diminuì in modo significativo nel corso del XVII secolo, molti stati iniziarono a coniare solo piccole sezioni di tallero (1/2, 1/4, 1/8 ecc.) e non più i talleri interi veri e propri. Il posto delle grandi monete d'argento venne assunto sempre più da monete straniere corrispondenti, in particolare dagli scudi d'argento francesi di cui gli stati tedeschi si appropriarono sempre più a partire dalla prima metà del XVIII secolo, apponendovi sopra delle contromarche. Questa situazione che rischiava di sfuggire di mano anche a livello diplomatico oltre che a livello economico, impose la riduzione del quantitativo di argento contenuto nel Reichstaler per sopperire a questa mancanza di materia prima.
Per finanziare le spese sostenute per la guerra dei sette anni, alcuni stati (ed in particolare la Prussia di Federico II) emisero dei talleri con un valore d'argento sempre più povero (vedi Ephraimiten) che giungeva sino a 1/3 del metallo contenuto. La situazione si normalizzò in qualche modo solo dopo la fine della guerra.
A partire dal 1750, inoltre, il Konventionstaler (che conteneva un 1/10 di marco di argento) sostituì sempre più come standard monetario il Reichstaler.

#### IlReichstalerprussiano

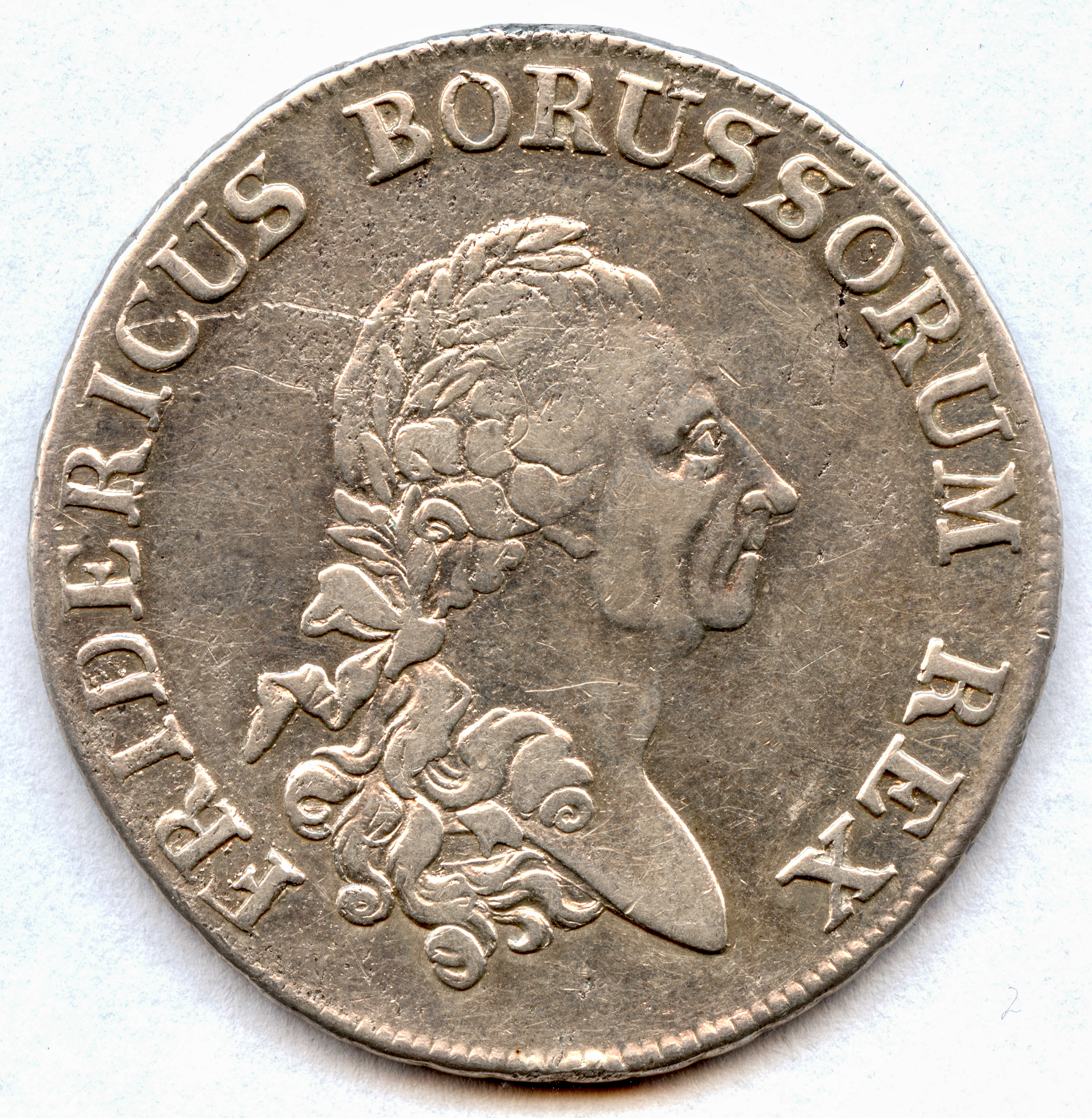
Tallero d'argento di Federico II di Prussia (1777)

Dal 1750 la Prussia adottò un Reichstaler (spesso chiamato semplicemente "Taler") che conteneva un valore d'argento corrispondente a 1/14 del marco di Colonia di argento. Questo standard era noto come "Graumannscher Fuß" da Philipp Graumann, che l'aveva definito. 
Durante gli inizi del XIX secolo lo standard prussiano di Reichstaler, più piccolo, sostituì, nella maggior parte dei paesi della Germania settentrionale, lo standard di maggior dimensioni.
Queste monete furono coniate in varii stati come Hannover, Assia-Kassel, Meclemburgo e Sassonia.
Lo standard prussiano divenne parte anche del sistema di monetazione in uso nei paesi della Germania meridionale dopo l'unione monetarie del 1837. Il tallero valeva 1¾ Gulden.
Questo tallero fu poi sostituito dal Vereinstaler, che aveva quasi lo stesso peso, nel 1857.

## Il Reichstaler come unità di conto
Nello stesso periodo in cui il Reichstaler veniva emesso sotto forma di moneta, cominciò ad essere usato in molti paesi della Germania settentrionale come unità di conto che valeva ¾ della moneta da un Reichsthaler (ed equivalente quindi a 1/12 del marco di Colonia). Dopo il 1754, questa unità (che ora era di ¾ del Konventionstaler, 3/40 di un marco d'argento) continuò ad essere in uso, anche se era più semplicemente chiamata un Tallero.
Nella maggior parte degli stati che usavano il Reichsthaler come unità di conto, era suddiviso in 288 Pfennig, con denominazioni intermedie come il Groschen (o Gutegroschen), dal valore di 12 Pfennig (1/24 del Reichstaler), ed il Mariengroschen, dal valore di 8 Pfennig (1/32 del Reichstaler).